# John Bury
John Bernard Bury (Langridge, 10 de julho de 1917 – Wimbledon, 18 de janeiro de 2017) foi um historiador de arte britânico, considerado um dos pioneiros e até hoje uma das principais referências no estudo da arte colonial brasileira.

## Carreira
Estudou História moderna na Universidade de Oxford entre 1935 e 1938. Ainda estudante, entrou em contato com a obra Spanish Baroque Art de Sacharel Sitwell, que lhe despertou o interesse pela arte barroca brasileira e pelo Aleijadinho como assunto para sua tese de doutorado. Terminada a II Guerra Mundial, viajou para o Brasil afim de aprofundar seus estudos, visitando cidades históricas de Minas Gerais. De volta à Inglaterra, passou a palestrar em universidades e a publicar ensaios em revistas acadêmicas sobre os temas a que se dedicou, sendo um dos primeiros responsáveis por chamar a atenção internacional para o rico legado barroco no Brasil, até então largamente desconhecido no exterior e desprezado em sua própria terra.
A partir dos anos 50 se dedicou principalmente à arte portuguesa, estabelecendo frutíferos contatos com outros pesquisadores notáveis, como Robert Chester Smith, Mário Chicó, Nikolaus Pevsner, Rudolf Wittkower e René Taylor. Nos anos 60, sentiu a necessidade de reunir uma biblioteca pessoal, adquirindo muitas obras raras, especialmente tratados antigos sobre arquitetura, o que deu mais universalidade às suas ideias. Seus últimos trabalhos datam da década de 1990.

## Legado
Apesar da importância de suas pesquisas pioneiras, os livros e ensaios que publicou tiveram reduzida circulação mesmo entre os especialistas estrangeiros, e permaneceram longamente ignorados pelos pesquisadores brasileiros, principalmente porque divergiam da política governamental de meados do século XX que lia o Barroco nativo através das lentes do nacionalismo. Somente há poucos anos vêm sendo resgatados e incorporados ao seleto e ainda escasso acervo de obras fundamentais sobre a arte colonial brasileira, ombreando com os de Germain Bazin e Robert Chester Smith, outros estrangeiros que deram relevante contribuição ao assunto no século XX.
Na apreciação de Mariela Brazón, sua abordagem se caracteriza pela adesão à escola formalista, mas também deu importância à análise particularizada da obra de artistas individuais. Diz ela:
"A obra de John Bury evidencia um estudo profundo das fontes europeias que nutrem a arte ibero-americana. Com a exposição de suas teses, o historiador inglês não pretendeu criar confrontos nem colocar em discussão assuntos polêmicos, como foi característico na historiografia contemporânea local. A não ser quando exalta a originalidade da obra do Aleijadinho, Bury teve um olhar distanciado da linha modernista brasileira, estando mais inclinado a identificar as raízes formais e as fontes teóricas que pudessem explicar a origem dos monumentos arquitetônicos locais.
"Seus escritos correspondem a uma etapa na qual começavam a internacionalizar-se os estudos sobre a arte latino-americana, o que provavelmente explique porque não chegou a problematizar em primeira instância, como os historiadores hispano-americanos, a relação 'sociedade colonial' / 'obra arquitetônica', preferindo colocar o contexto político e econômico como um 'pano de fundo' dos acontecimentos artísticos. Contudo, sua visão dos fatos foi suficientemente aguda como para despertar reflexões críticas sobre pontos comumente aceitos na literatura tradicional".
Entre as suas obras se destacam:
- Jesuit Architecture in Brazil (1950)
- Estilo Aleijadinho and the Churches of the 18th Century in Brazil (1952)
- The Borrominesque Churches of Colonial Brazil (1955)
- Capítulo sobre arte e arquitetura brasileira em The Cambridge History of Latin America (1984)

Em 1991 a pesquisadora Myriam Andrade Ribeiro de Oliveira organizou um volume com vários de seus ensaios, intitulado Arquitetura e Arte no Brasil Colonial, reeditado em 2006 num projeto do IPHAN em parceria com o Programa Monumenta que tem o intuito expresso de disponibilizar para o estudo do patrimônio brasileiro publicações referenciais de difícil acesso.